# アリ・アシファク
アリ・アシファク（Ali Ashfaq、1985年9月6日 - ）は、モルディブのサッカー選手。モルディブ・リーグのニューラディアントSC所属でモルディブ代表。

## 経歴
2007年から2008年までブルネイ国内のチーム、ブルネイDPMM FCに所属していた。またモルディブ代表でもエースとして活躍しており、2009年にアジアサッカー連盟の年間最優秀選手賞に1次ノミネートされた。南アジアサッカー選手権では、2005年に得点王を、2008年に最優秀選手賞を獲得した。